# CD-brännare

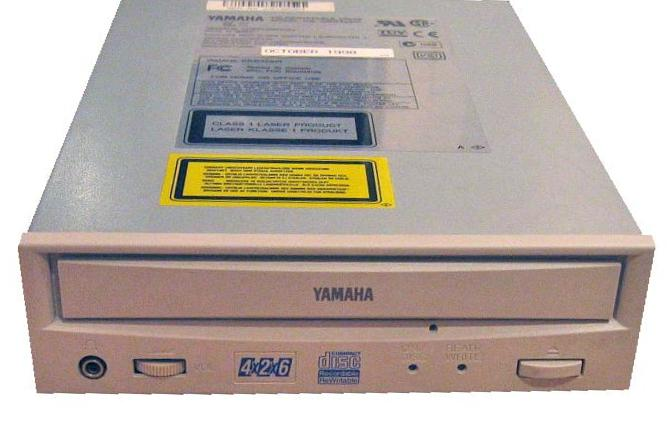
En CD-brännare.

En CD-brännare är en CD-ROM-läsare som även används för att skriva data till CD-skivor. Dessa CD-skivor är läsbara i andra CD-ROM-läsare och/eller CD-spelare.
Det finns både interna och externa CD-brännare. Till skillnad från externa CD-brännare befinner sig de interna monterade inuti datorn. Anslutningen är beroende av befintligt styrkort i datorn.
Det finns tre olika sätt att bränna en CD: DOA, TOA, SOA. SOA innebär att man bränner hela CD-skivan på en gång. Dessa CD-skivor kan alla läsare läsa och rekommenderas för musik. Med TOA bränner man ett spår i taget och då kan man lägga till information i efterhand. Dessa CD-skivor kan oftast datorer läsa men inte vanliga CD-spelare. SOA är en kombination av DOA och TOA; man kan alltså bränna hela skivan, eller som TOA, ett spår i taget. Man använder oftast dessa CD-brännare när man vill kombinera musik och data.
Att konvertera filer för överföring mellan dator och brännare kallas ibland att rippa.
Med åren har det även tillkommit DVD-brännare som kan skriva data till DVD-skivor och blu-ray-brännare som kan skriva data till blu-ray-skivor. Dessa är annars snarlika CD-brännare.